# Festiwal Młodych Talentów
Festiwal Młodych Talentów – festiwal muzyczny organizowany w latach 1962–1963 w Szczecinie.

## Historia
Lata 60. w Polsce Ludowej zaowocowały różnego rodzaju festiwalami: od jazzowych po promujące piosenkę radziecką. Szczeciński Festiwal Młodych Talentów, który odbył się w dwóch edycjach, wpisał się na chlubną listę najbardziej inspirujących wydarzeń muzycznych tamtego okresu. Celami festiwalu były zachęcenie, w formie konkursu, młodzieży do śpiewania oraz tworzenia nowych piosenek (w oparciu o popularność zespołu Czerwono-Czarni, który miał wyszukać kandydatów na piosenkarzy), wskazanie innych wzorców muzycznych, niż przebijające się do Polski zza żelaznej kurtyny, a w konsekwencji znalezienie nowej formuły polskiej piosenki opartej na bigbicie. W Szczecinie swoją karierę rozpoczęli Czesław Niemen, Karin Stanek, Helena Majdaniec, Niebiesko-Czarni, Wojciech Gąssowski, Krzysztof Klenczon, Mira Kubasińska, Tadeusz Nalepa, Zdzisława Sośnicka czy Halina Frąckowiak.

### Pierwszy festiwal
Pierwszy festiwal trwał trzy dni, od 29 czerwca do 1 lipca 1962 r., i odbył się z inicjatywy Jacka Nieżychowskiego z Wojewódzkiego Przedsiębiorstwa Imprez Artystycznych w Szczecinie oraz redakcji czasopisma „Dookoła Świata”. Eliminacje do festiwalu były wielostopniowe. Najpierw „Dookoła Świata” ogłosił dwa konkursy: na piosenkę (zgłoszenia przyjmowane były do 1 marca 1962 r.), a drugim był Turniej Młodych Talentów (konkurs dla solistów i zespołów wokalnych). Następnie, we wrześniu 1961 r., odbyły się eliminacje strefowe (w Szczecinie, Łodzi, Krakowie, Gdańsku, Wrocławiu, Poznaniu, Warszawie i Lublinie), a przesłuchania finalistów trwały w Szczecinie od 27 do 28 czerwca 1962 r., czyli bezpośrednio przed festiwalem w sali Filharmonii Szczecińskiej oraz na kortach Szczecińskiego Klubu Tenisowego przy al. Wojska Polskiego.
Oficjalne otwarcie konkursu odbyło się 29 czerwca na stadionie „Pogoni”. Festiwalowi towarzyszyły również inne atrakcje: m.in. korowód, który przeszedł ulicami Szczecina z udziałem co najmniej 500 gitarzystów, wybory najmilszej dziewczyny, konkurs na wykonawcę spoza uczestników festiwalu („Spotkanie z piosenką”) oraz przesłuchanie nagrań hobbystów („Hobbyści mają głos”). W konkursie na piosenkę zwyciężył utwór „Tańczące Eurydyki” w wykonaniu Heleny Majdaniec. W kategorii zespołów główną nagrodę zdobyli Niebiesko-Czarni, zaś do grona najlepszych solistów zaliczono: Grażynę Rudecką, Czesława Wydrzyckiego (oboje zdobyli największą liczbę punktów), Jerzego Barnkiewicza, Annę Cewe, Wojciecha Gąssowskiego, Ryszarda Kanię, Wojciecha Kędziorę, Helenę Majdaniec, Jerzego Malota, Sławę Mikołajczyk, Elżbietę Nycz, Karin Stanek, Marka Szczepkowskiego, Jacka Ukleję i Jerzego Wiesbecka. Festiwal zakończył się 1 lipca galowym koncertem na kortach Szczecińskiego Klubu Tenisowego.
Festiwal otrzymał wysokie noty w aspekcie jego znaczenia dla umuzykalnienia młodzieży. Okazało się, że istnieje wielki spontaniczny ruch piosenki młodzieżowej, że młode pokolenie potrafi komponować przebojowe piosenki, że świetnie sobie radzi tak z dynamicznym rock and rollem, jak i nastrojowymi balladami. Andrzej Stankiewicz w „Dookoła Świata” w 1969 r. pisał: „Połów talentów był obfity i właśnie wybitniejsi laureaci Szczecińskiego Festiwalu zadecydowali o dalszym rozwoju polskiej muzyki młodzieżowej. Nie wytrzymały z nim konkurencji dawne gwiazdy”. Zaś ponad 40 lat później Maciej Deuar stwierdził w „Kurierze Szczecińskim”: „Festiwal Młodych Talentów dokonał prawdziwie rewolucyjnych zmian – nie tylko muzycznych. Oto bowiem pojawiła się w szarzyźnie PRL-u kultura młodzieżowa, siła w pewnej mierze oddolna, nie do końca przez władzę sterowana. Na scenie pojawili się młodzi ludzie, którzy mieli coś, czego brakowało dotychczas: energię, bezpretensjonalność, a przede wszystkim pokoleniową więź z innymi rówieśnikami, chcącymi choć odrobiny Zachodu”.

### Drugi festiwal
Podobnie jak w 1962 r. eliminacje do festiwalu były wielostopniowe. Najpierw obejmowały 10 eliminacji strefowych, a w dniach 4 i 5 lipca odbyły się przesłuchania przedfinałowe. Finał festiwalu, który miał miejsce 5–7 lipca 1963 r., nie miał, z przyczyn organizacyjnych, tak spektakularnego przebiegu jak wcześniejszy, ale również pozostawił po sobie trwały ślad, promując kolejną serię utalentowanych muzyków. Do finałowej dziesiątki zakwalifikowano: Szymona Beszlaga, Zenonę Bubacz, Halinę Frąckowiak, Irenę Grottman, Jerzego Jagusika, Kazimierę Sobczyk, Zdzisławę Sośnicką, Barbarę Stęporek, Lidię Szydłowską i Mariannę Wróblewską. Wyróżniono także duety, w tym Mirę Kubasińską i Tadeusza Nalepę. W konkursie na najlepszą piosenkę festiwalu pierwszą nagrodę zdobył utwór „Powiedz mi dziś”.
Pomimo że festiwal był zaplanowany jako trzyletnia impreza, to zakończył się wraz z drugą edycją, a Jacek Nieżychowski stracił stanowisko w Wojewódzkim Przedsiębiorstwie Imprez Artystycznych. Ponoć po zakończeniu drugiej edycji Władysław Gomułka walił pięścią w stół, krzycząc: „Co tam się dzieje, w tym Szczecinie?!”. Pomimo tylko dwóch edycji festiwalu, jego owoce, w postaci karier gwiazd polskiej sceny muzycznej, okazały się długotrwałe.

## Kontynuacja
Kontynuacją festiwalu jest organizowany od 2007 r. Festiwal Młodych Talentów, który przez kolejnych 5 edycji nosił nazwę Festiwal Młodych Talentów Gramy.